# Давид Оспина
Давид Оспина Рамирес  (роден на 31 август 1988 в Меделин), е колумбийски футболист, играе като вратар и се състезава за Атлетико Насионал и Колумбийския национален отбор.

## Клубна кариера

### Атлетико Насионал
Оспина започва своята кариера през 2007 година в колумбийския Атлетико Насионал в Категория Примера А. Изиграва общо 97 мача за клуба, като получава и повиквателна за националния отбор. Печели две титли с този отбор.

### Ница
След три сезона в Атлетико Насионал, на 19 години Оспина се мести във френския Ница. Закупен е за да замести на вратата току-що напусналия в посока Олимпик Лион Уго Лорис. През първите няколко месеца е резерва на Лионел Летизи, но впоследствие става първи избор за вратар. Оспина изиграва 189 мача за шест сезона във френския клуб.

### Арсенал
На 27 юли 2014 година Оспина преминава в английския Арсенал, като сумата по сделката остава необявена. Взима фланелката с номер 13, последно носена от друг вратар - Емилиано Вивиано. На 23 септември 2014 година Давид Оспина прави дебюта си за Арсенал в мач от турнира Купа на лигата, но Арсенал губи мача на собствен терен с 1-2 от Саутхамптън. На 1 октомври 2014 година изиграва първия си мач в Шампионска лига, заменяйки полевия футболист Алексис Санчес, след като Войчех Шченсни получава червен картон за нарушение срещу Бурак Йълмаз. Оспина допуска гол от дузпа, но Арсенал печели с 4-1, а Давид прави няколко важни спасявания по време на мача. През октомври получава контузия, която го вади от игра до края на 2014 година. На 11 януари 2015 година записва първия си мач в първенството на Англия при победата с 3-0 над Стоук Сити.

## Национален отбор
Оспина започва да играе в националния отбор на Колумбия до 20 години, за който изиграва 12 мача. На Световното първенство до 20 години през 2005 Оспина е едва на 16 години, бидейки най-младия член на отбора.
Дебютът си за Колумбия прави при загубата с 1-3 от Уругвай, а Оспина се появява като резерва. Дебютът си като титуляр прави в квалификация срещу отбора на Боливия.
Титулярен вратар е по време на Световното първенство през 2014 година в Бразилия.

## Личен живот
Сестрата на Давид Оспина е омъжена за футболиста на Реал Мадрид Хамес Родригес.

## Успехи

### Клубни

#### Атлетико Насионал
- Категория Примера А (2): 2007-1, 2007-2

#### Арсенал
- ФА Къп: 2015

#### Наполи
- Копа Италия: 2020